# Lynk & Co Z10
Lynk & Co Z10 — це електричний седан представницького класу на акумуляторі, виготовлений китайсько-шведським автовиробником Lynk & Co, що належить Geely. 

## Огляд

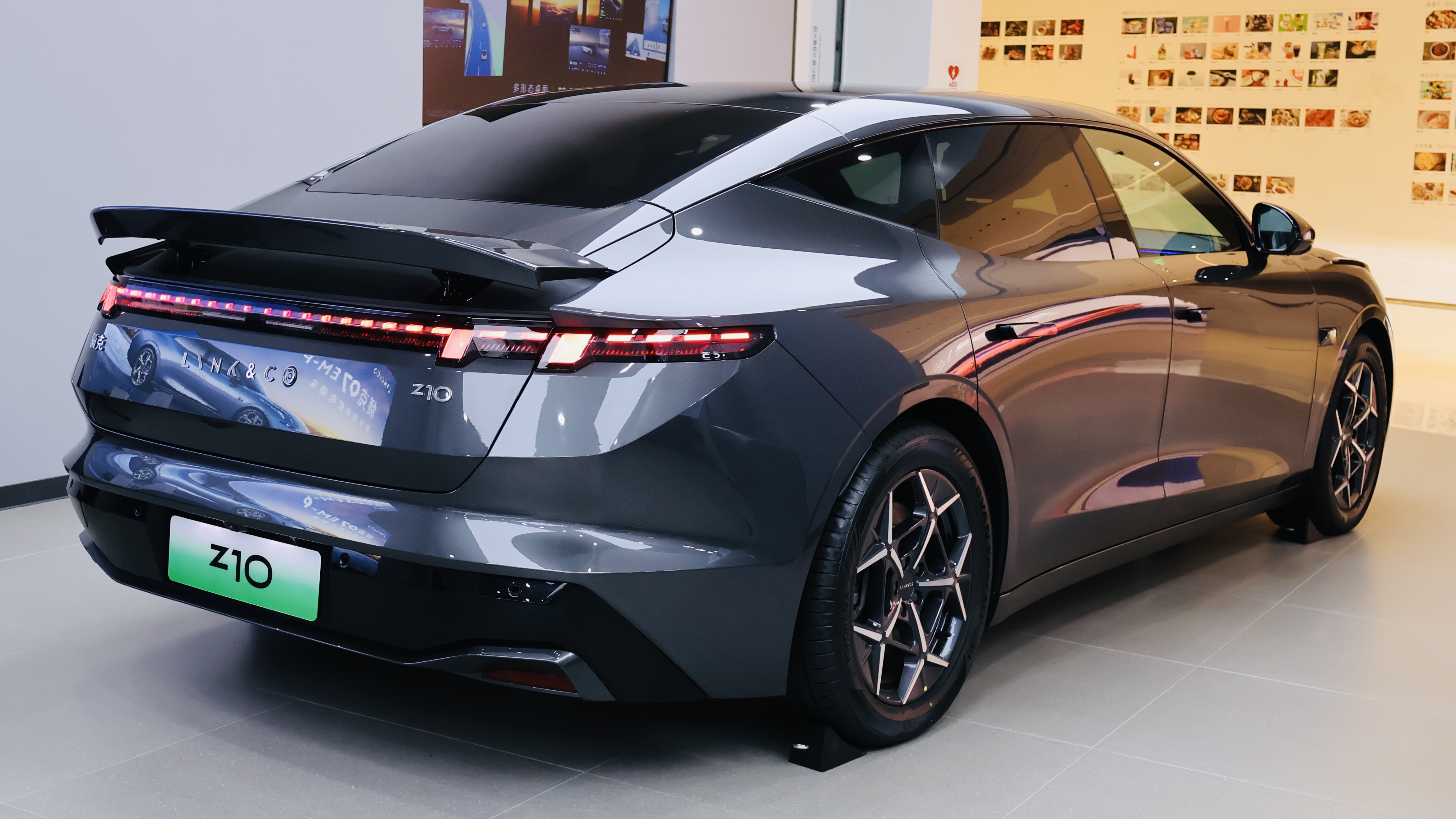
Вид ззаду

Z10 був представлений як концепт Lynk & Co The Next Day, який був представлений в Китаї влітку 2024 року, анонсуючи наступну лінійку нових моделей.
Z10 — перший електромобіль китайсько-шведського автовиробника Lynk & Co. 
Z10 має кілька спільних елементів дизайну з близьким Zeekr 001.

## Технічні характеристики
Z10 оснащений батареями ємністю 71–95 кВт/год і електродвигунами потужністю 200–580 кВт (272–789 к.с.) і крутним моментом 343–810 Н⋅м. Автомобіль розганяється до 100 км/год за 3,5–6,8 секунди. Запас ходу коливається від 602 до 806 км.